# 조지 P. 퍼트넘
조지 P. 퍼트넘(George P. Putnam, 1887년 9월 7일 ~ 1950년 1월 4일)은 미국의 출판업자, 작가이다.
어밀리아 에어하트와 두번째 결혼을 한 것으로 유명하며, 1930년대에 미국에서 가장 성공적인 출판업자 중 한 명으로 알려져 있다. 말년에는 데스 밸리에서 거주했으며, 그곳에서 1950년 세상을 떠났다.